# Das heilige Leben
Das heilige Leben (Originaltitel: Bannlyst) ist ein Roman der schwedischen Schriftstellerin Selma Lagerlöf. Der Roman erschien 1918 und behandelt das Schicksal eines Mannes, der von den Menschen gemieden und geächtet wird, weil er in einer Notsituation, den Hungertod vor Augen, Menschenfleisch gegessen haben soll. Bannlyst ist ein engagierter Antikriegsroman: Indem Selma Lagerlöf den Krieg mit Kannibalismus gleichsetzt, drückt sie den äußersten Abscheu vor dem Krieg aus. Der Krieg wird als Verbrechen gegen das fünfte Gebot, „das Gebot der Nächstenliebe und der Schlüssel zu allen übrigen“, angeprangert. Der Originaltitel bedeutet, wörtlich übersetzt, „geächtet“ und ist bewusst doppeldeutig: Zum einen bezieht er sich auf das Schicksal der Hauptperson, zum anderen aber auch auf den Krieg, der nach Meinung der Autorin geächtet werden muss.

## Handlung
Der Roman spielt in Schweden in der Zeit vor und nach Ausbruch des Ersten Weltkrieges. In Bohuslän an der Westküste lebt der junge Sven Elversson, der kürzlich von einer Nordpol-Expedition zurückgekehrt ist. Der Pfarrer Edvard Rhånge teilt in einer Predigt mit, dass Sven Elversson bei der Polarexpedition Fleisch eines verstorbenen Kameraden gegessen hat, um sich vor dem Hungertod zu retten. Damit vertreibt er nicht nur Sven Elversson aus der Kirche, sondern bewirkt, dass dieser fortan von allen Menschen verachtet und gemieden wird. Was auch immer Sven Elversson Gutes tut, der Ekel der Menschen vor ihm ist stärker.
Sven Elversson verliebt sich in Sigrun Rhånge, die schöne junge Frau des Pfarrers. Diese ist in ihrer Ehe unglücklich, weil ihr Mann krankhaft eifersüchtig ist und ihr damit das Leben zur Hölle macht. Edvard Rhånge ist ein Nachfahre der früheren Besitzer des Hofes Hånger in Dalsland, sein Name ist ein Anagramm des Hofes. Auf den Männern von Hånger liegt ein Fluch, seit einst ein Besitzer des Hofes aus Eifersucht einen Pfarrer ermordet hat.
Sven Elversson kauft, um von Sigrun loszukommen, den verfallenen Hof Hånger und kümmert sich hier um Menschen in Not. Sigrun verlässt ihren Mann und landet durch Zufall auf Hånger. Nach einiger Zeit will sie zu ihrem Mann zurückkehren, erkennt aber in diesem Augenblick, dass sie Sven Elversson liebt. Edvard Rhånge hat ein Gespräch zwischen Sven und Sigrun belauscht und erfährt so von ihrer Liebe. Rasend vor Eifersucht will er Sven töten. Doch dann rettet ihn ein Gedanke: Er – Edvard Rhånge – hat einst Sven aus der Kirche vertrieben, weil dieser sich an einem Toten vergriffen hat. Jetzt will Edvard sich an einem Lebenden vergreifen, was doch weitaus schlimmer ist. Edvard lässt von seinem Vorhaben ab und lässt Sigrun bei Sven bleiben. In diesem Augenblick ist der Fluch, der über den Menschen von Hånger liegt, verschwunden.
Mit Ausbruch des Ersten Weltkrieges sehen auch die übrigen Menschen mit anderen Augen auf Sven: Angesichts dessen, was im Krieg lebenden Menschen angetan wird, erscheint ihnen Svens Missetat weniger schlimm. Nach der Skagerrakschlacht werden an der Küste tote Seeleute angetrieben. Sven hilft, ihnen ein würdiges Begräbnis zu verschaffen, und tilgt so seine Schuld, unrecht an einem Toten gehandelt zu haben. Bei der Beerdigung der Seeleute hält Edvard Rhånge eine Rede: Durch die Schrecken des Krieges sei den Menschen erst jetzt richtig die Heiligkeit des Lebens bewusst geworden. Und daher wisse man erst jetzt richtig zu schätzen, welche Verdienste sich Sven Elversson mit seiner praktizierten Nächstenliebe erworben hat. Allein deshalb schon müsse man bedauern, wie man ihn behandelt hat. Außerdem sei aber durch ein bei einem toten englischen Seemann gefundenes Dokument bewiesen, dass Sven Elversson gar nicht von dem Menschenfleisch gegessen habe; das hätten ihm die anderen nur nachträglich eingeredet. Durch Sven Elversson habe man aber die Macht des Ekels kennengelernt. Nun sei es die Aufgabe aller, den Menschen einen unauslöschlichen Ekel vor dem Krieg einzupflanzen, damit die Menschen nie wieder Krieg führen.
Überwältigt von seinem Glück, bricht Sven zusammen und stirbt bald darauf. Schließlich finden auch Edvard und Sigrun wieder zusammen.

## Bedeutung
Abscheu vor dem Krieg hat Selma Lagerlöf schon lange begleitet. In Gösta Berling findet sich die Geschichte eines ehemaligen Soldaten, der mit dem, was er im Krieg erlebt hat, nicht fertigwird. In der Erzählung Romarblod in Osynliga länkar erzählt Selma Lagerlöf von einer Römerin, die ihren Verlobten absichtlich verletzt, damit dieser nicht in den Krieg ziehen kann.
Als 1914 der Erste Weltkrieg ausbrach, war das für Selma Lagerlöf ein Schock. Zugleich fühlte sie sich – seit dem Literaturnobelpreis von 1909 immer mehr zur öffentlichen Person geworden – gedrängt, Stellung zu beziehen. Aus hinterlassenen Papieren weiß man, dass Selma Lagerlöf in dieser Situation, erstmals in ihrem Leben, von einer Schreibblockade befallen war. Doch schließlich verfasste sie den Roman Bannlyst, ihr großes pazifistisches Bekenntnis.
Bannlyst wird meist als weniger gelungen oder gar misslungen bezeichnet. Als Begründung wird angeführt, dass die Handlung konstruiert und kompliziert sei und dass die Tendenz des Romans in unkünstlerischer Direktheit zu Tage trete. In der Tat spricht Selma Legerlöf hier ihr Anliegen offen und direkt aus, während sie ihre Botschaft in anderen Werken diskreter und in gleichnishafter Form übermittelt. Andererseits weist aber Bannlyst alle Merkmale der reifen Werke Selma Lagerlöfs auf: eine dichte, konzentrierte Prosa, eindringliche psychologische Charakterzeichnungen, eine spannende Handlung und ein geschickt komponierter Aufbau des ganzen Buches. Geradezu neuartig ist die fast expressionistische Bildsprache, wenn etwa eine Katze auf der Mauer vor der Kirche den Ekel verkörpert, oder wenn der leitmotivisch immer wiederkehrende verrottete Zaunpfahl auf Hånger für den Fluch, der ja seinerseits nur ein Bild für die – letztlich zum Krieg führende – Gewaltbereitschaft ist, steht.

## Zitat
För vad vet vi? Om några år så kan minnet av detta krigets sorg och skövling och smärta vara glömda, och när nya människor kommer, så kan de åter med kampglada sinnen gå ut till strid. Men på oss kommer det nu än få vämjelsen inmängd i människosinnet och fastsatt där, så att intet tal om ära och bragd kan mera tränga bort den. („Denn was wissen wir? In einigen Jahren kann die Erinnerung an das Leid und die Verwüstung und den Schmerz dieses Krieges vergessen sein, und wenn neue Menschen kommen, so können sie wieder mit kampfesfrohem Sinn in den Krieg ziehen. Aber jetzt liegt es an uns, den Menschen den Ekel vor dem Krieg so einzuflößen und ihn so zu befestigen, sodass keine Rede von Ehre und Heldentat ihn wieder verdrängen kann.“ – aus dem Kapitel Talet om livets helighet).

## Weblink
- Der komplette Text von Bannlyst auf Schwedisch